# 大葉集團
大葉集團發跡於臺灣彰化縣，由葉松根於1964年所創之羽田機械股份有限公司、大葉重工業股份有限公司、新力鋁壓鑄股份有限公司、大葉開發股份有限公司以及大葉大學所組成。

## 發展歷史
- 1990年，創建大葉工學院（現已改制為大葉大學）。

- 1994年7月4日，與日本高島屋合作於台北市士林區天母成立大葉高島屋百貨公司，為台北市著名百貨領導品牌。

- 2017年，於台北市內湖區行善路開設頂級產後照護中心 - 大葉產後護理之家。[3]

- 2019年，於台北市中山區大直地區開設專業寵物美容沙龍 - 大葉白佳代。[4]

## 外部連結
- 大葉集團簡介, 大葉酒造股份有限公司
- 大葉大學（页面存档备份，存于）
  - 大葉大學的Facebook專頁
- 大葉髙島屋 官方網站（页面存档备份，存于）
  - 大葉髙島屋的Facebook專頁
  - 大葉高島屋的Instagram帳戶
- 大葉DOZO線上購物中心 （页面存档备份，存于）
  - Dozo大葉嚴選購物的Facebook專頁
- 大葉產後護理之家（页面存档备份，存于）
  - 大葉產後護理之家的Facebook專頁
- 大葉白佳代（页面存档备份，存于）
  - 大葉白佳代寵物美容沙龍的Facebook專頁
  - 大葉白佳代的Instagram帳戶
- 大葉漢品（页面存档备份，存于）
  - 大葉漢品月子餐的Facebook專頁
- 羽田機械股份有限公司台灣公司資料 （页面存档备份，存于）
- 大葉重工業股份有限公司台灣公司資料 （页面存档备份，存于）
- 新力鋁壓鑄股份有限公司台灣公司資料 （页面存档备份，存于）
- 大葉開發股份有限公司台灣公司資料 （页面存档备份，存于）
- 大葉酒造股份有限公司台灣公司資料 （页面存档备份，存于）